# Amerikanische Mauerwespe
Die Amerikanische Mauerwespe oder Amerikanische Mörtelwespe (Sceliphron caementarium) ist eine Grabwespe aus der Familie Sphecidae. Die Art wurde von dem britischen Entomologen Dru Drury 1773 als  Sphex caementarius erstmals beschrieben. Das Art-Epitheton caementarium leitet sich von dem lateinischen Begriff caementarius mit der Bedeutung „Maurer“ oder „Mauerbauer“ ab. In Deutschland ist die Art ein wenig bekannter Neueinwanderer.

## Merkmale
Sceliphron caementarium ist eine von 4 in Mitteleuropa sowie 3 weiteren bisher nur in Südeuropa vorkommenden Vertretern der Gattung Sceliphron. Von den anderen Arten kann Sceliphron caementarium gewöhnlich anhand der Färbung des Thorax und der Beine unterschieden werden.
Die Weibchen sind zwischen 24 und 28 mm lang, die etwas kleineren Männchen 17 bis 23 mm. Ihr Körper ist schwarz mit einem variablen Anteil an gelben Zeichnungen. Der Petiolus ist meist schwarz gefärbt, nur in seltenen Fällen ist er teilweise gelb. Gelb gefärbt sind: Scapus, Pronotum, Scutellum, Postscutellum, Tegulae, zwei Flecke auf den Mesopleuren, Propodeum vor dem Petiolus und das Tergit I. Weiterhin sind die apikalen Enden der vorderen und mittleren Femora, die vorderen und mittleren Tibien und die drei basalen Tarsenglieder sowie die basale Hälfte der hinteren Tibien und die drei hinteren basalen Tarsenglieder gelb gefärbt. Die Flügel sind bräunlich verdunkelt.
Die Geschlechter lassen sich gewöhnlich anhand der Körperlänge sowie anhand des Längenverhältnisses zwischen Hinterleib und Petiolus trennen. Bei Männchen liegt dieses Verhältnis zwischen 0,6 und 1,3, bei Weibchen zwischen 1,5 und 1,9.

## Verbreitung
Sceliphron caementarium kommt ursprünglich in Nordamerika, in Mittelamerika und in der Karibik vor, wo sie weit verbreitet ist. Die Art wurde in weite Teile der Welt eingeschleppt und besitzt mittlerweile eine kosmopolitische Verbreitung. Der Erstfund für Europa war ein Weibchen in Čelákovice nahe Prag im Juli 1942. In Europa ist die Amerikanische Mauerwespe mittlerweile in Süd- und Mitteleuropa weit verbreitet.

## Lebensweise
Die Mauerwespen werden hauptsächlich zwischen April und Oktober beobachtet. Die Imagines ernähren sich von Blütennektar. Lehmnester werden an unterschiedlichsten geschützten, schattigen Stellen angelegt, auch an Gebäuden und an Felsvorsprüngen. Die Mauerwespen sammeln den Lehm gewöhnlich an den Rändern von Pfützen und Tümpeln. Ein Nest besteht aus bis zu 25 Brutzellen. Nach der Fertigstellung einer Brutzelle erbeutet das Weibchen Webspinnen als Larvenproviant. In eine Brutzelle werden 6–15 gelähmte Webspinnen abgelegt. Vor dem Verschließen der Brutzelle wird noch ein einzelnes Ei darin abgelegt. Die Larven entwickeln sich in der Brutzelle und verpuppen sich später darin. Eine Amerikanische Mauerwespe konnte in der Schwetzinger Hardt in der Krautschicht beobachtet werden, wie sie dort offenbar ziellos herumflog. Die dort anwesenden Webspinnen erkannten offensichtlich die Gefahr, die von der Grabwespe für sie ausging, und verließen instinktiv sofort ihre Spinnennetze.

## Natürliche Feinde
Verschiedene Vertreter der Goldwespen gehören zu den Kleptoparasiten der Gattung Sceliphron. Die Goldwespen legen ein eigenes Ei in die unbeaufsichtigten Brutzellen. Die Parasitenlarve verdrängt in der Regel die Mauerwespenlarve.
Die Erzwespe Melittobia acasta aus der Eulophidae-Unterfamilie Tetrastichinae ist ein primärer oder sekundärer, gregärer Ektoparasitoid verschiedener Käfer, Zweiflügler, Hautflügler und Schmetterlinge. Zu den Hauptwirten gehören u. a. die Larven der Amerikanischen Mauerwespe.

## Flugzeugabsturz von Birgenair Flug 301
1996 stürzte der Flug Birgenair 301 mit Zielflughafen Frankfurt kurz nach dem Start nördlich der Dominikanischen Republik ab. Die Absturzursache der Boeing 757 ging vermutlich auf eine Verstopfung in einer der Staudrucksonden zurück, die sich während der Standzeit der Maschine gebildet hatte. Ursächlich war wahrscheinlich (da schon in der Vergangenheit beobachtet) das Lehmnest einer Amerikanischen Mauerwespe in dem während der Standzeit der Maschine, die als „Ersatz-Flugzeug“ eingesetzt wurde, nicht abgedeckten Messrohr.

## Bilder

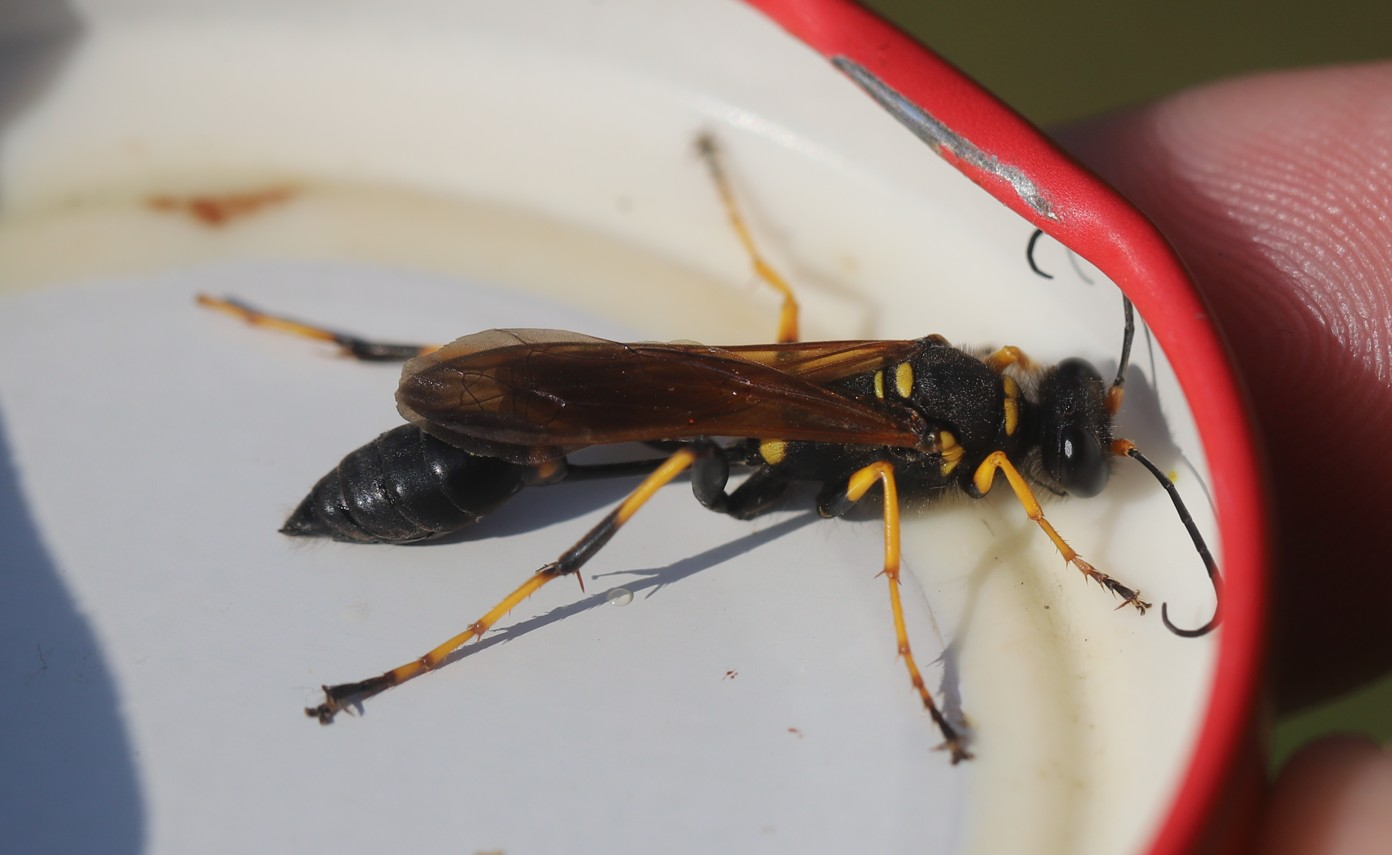
Weibchen, Seitenansicht
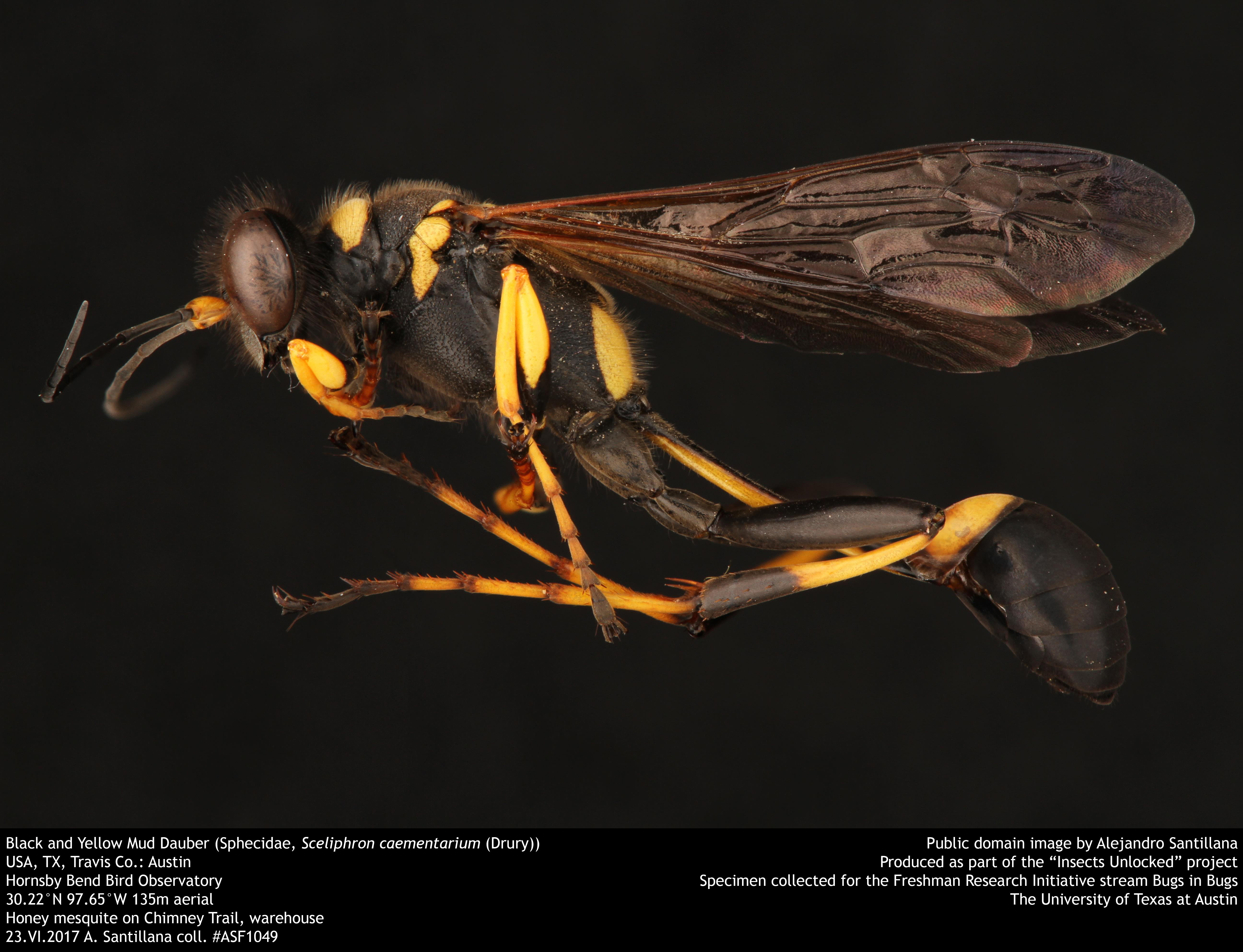
Präparat, Seitenansicht
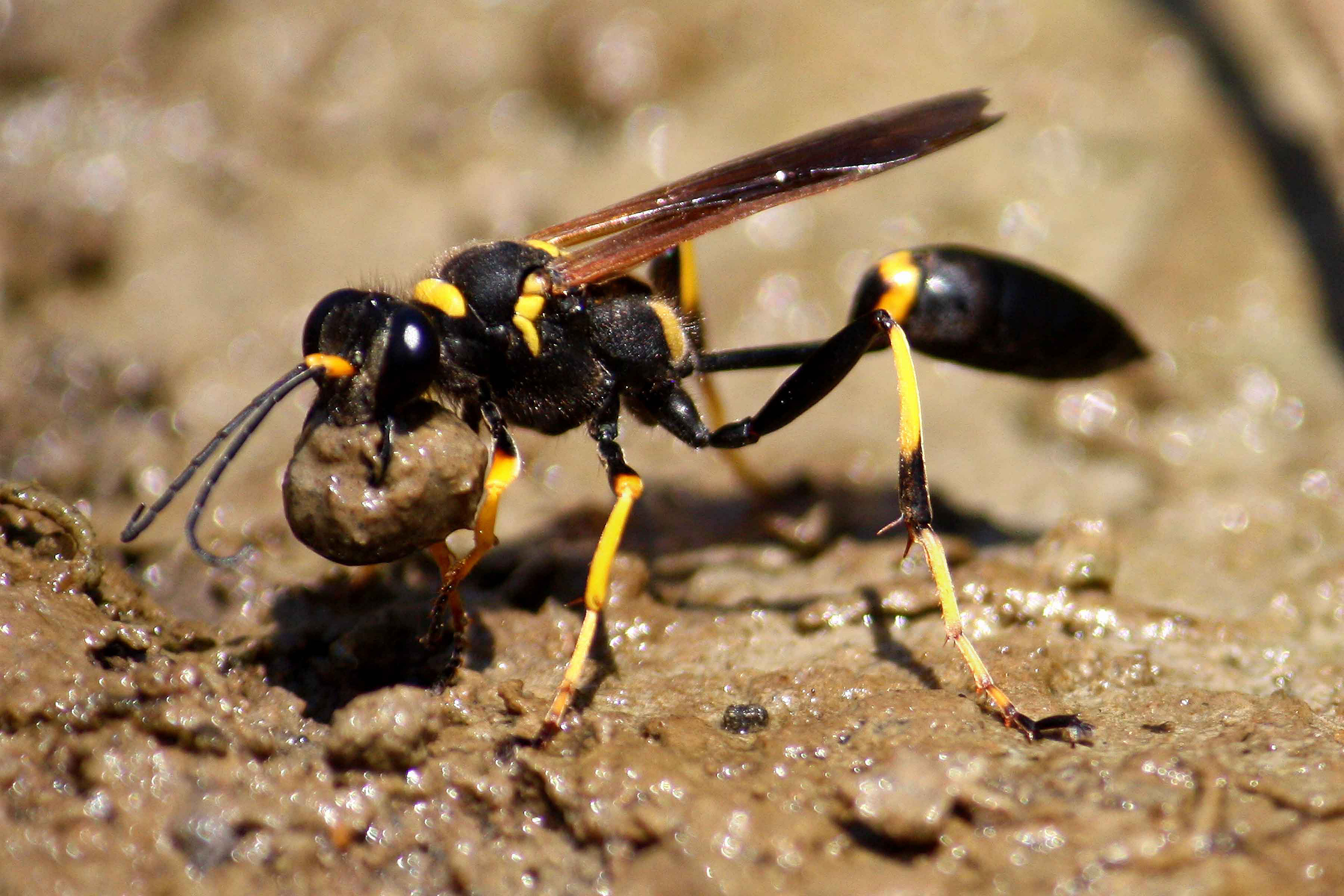
Eine Mauerwespe mit Lehm kurz vor dem Abflug
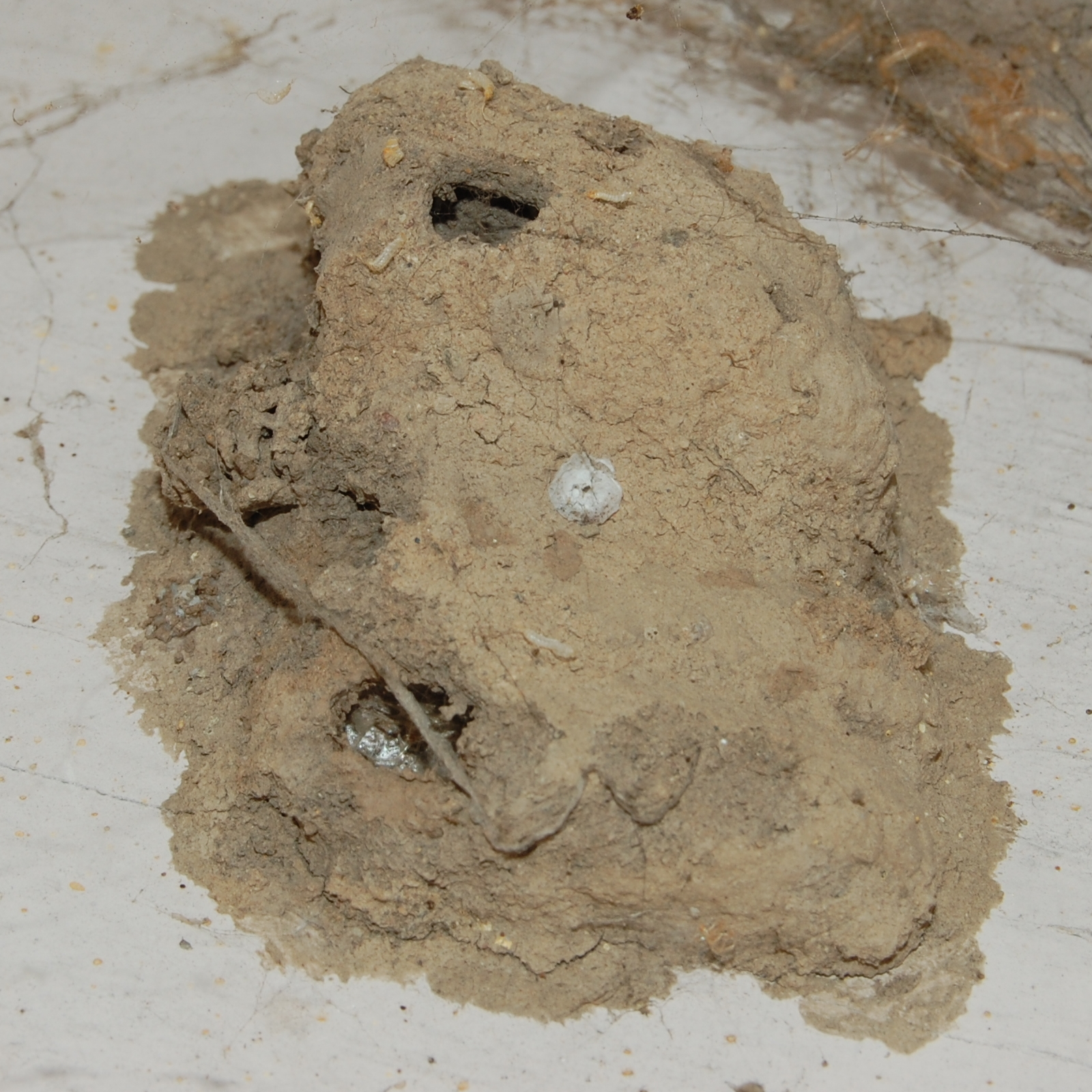
Nest aus Lehm
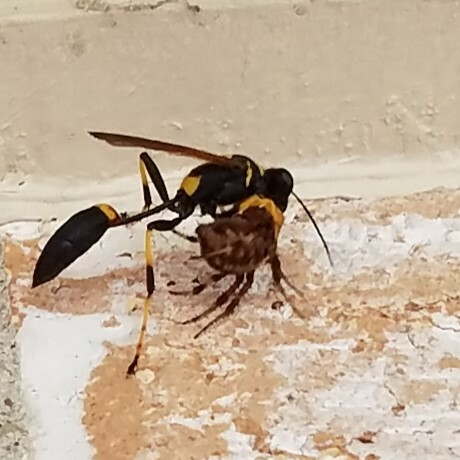
Mauerwespe mit erbeuteter Spinne
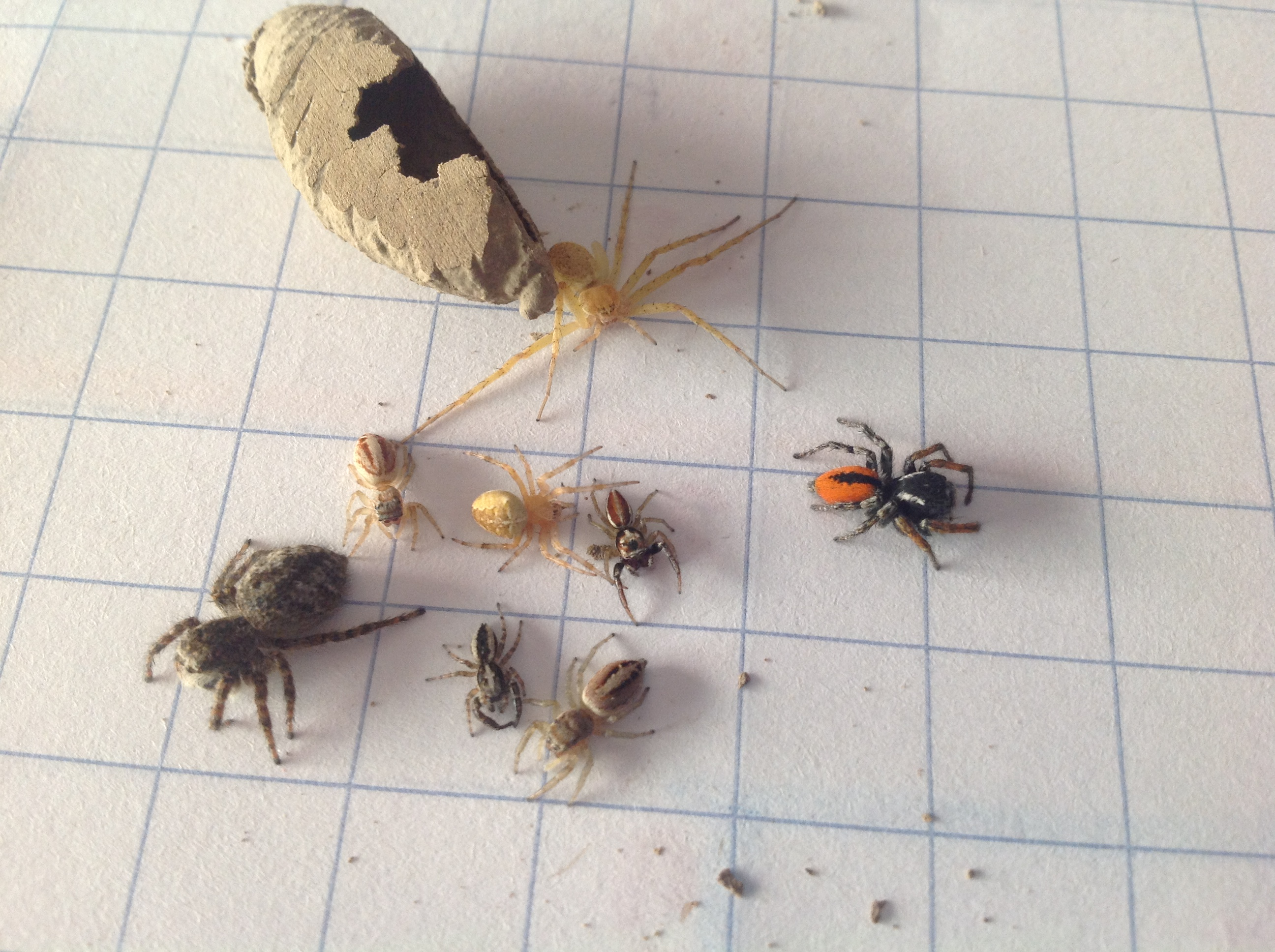
Gelähmte Webspinnen als Larvenproviant aus einer Brutzelle